# Равно село
Равно село е село в Североизточна България. То се намира в община Антоново, област Търговище.

## География
Село Равно село се намира в планински район.